# JrMan
jrMan rendererは、Gerardo Horvilleur、Jorge Vargas、Elmer Garduno、Alessandro Falappaによる、オープンソースのen:Reyes renderingアルゴリズムを使用したPixerRenderManのJavaによる実装である。
jrManはGPLのもとに公開されている。

## 最新版
Release 0.4

### 機能
影、テクスチャマッピング、サーフェスシェーダ、ライトシェーダ、ボリュームシェーダ、ディスプレースメントシェーダ、ピクセルフィルタ、画像ファイル出力(RGB、RGBA)、delayed Read Archive。

### サポートプリミティブ
球、トーラス、円錐、円盤、円柱、放物面、双曲面、点、バイリニアまたはバイキュービックパッチ、ポリゴン、ポイントポリゴン、リニアまたはキュービック曲線

### 未実装機能
シェーダコンパイラ、モーションブラー、被写界深度、LOD、CSG、トリム曲線、サブディビジョンサーフェス、ジェネラルポリゴン。